# Балцаци (Јаши)
Балцаци (рум. Bălţaţi) насеље је у Румунији у округу Јаши у општини Балцаци. Oпштина се налази на надморској висини од 86 m.

## Становништво
Према подацима из 2002. године у насељу је живело 5019 становника, од којих су сви румунске националности.

### Хронологија
| Година       | 1992 | 1993 | 1994 | 1995 | 1996 | 1997 | 1998 | 1999 | 2000 | 2001 | 2002 | 2003 | 2004 | 2005 | 2006 | 2007 | 2008 | 2009 | 2010 | 2011 | 2012 | 2013 | 2014 | 2015 | 2016 | 2017 |
| ------------ | ---- | ---- | ---- | ---- | ---- | ---- | ---- | ---- | ---- | ---- | ---- | ---- | ---- | ---- | ---- | ---- | ---- | ---- | ---- | ---- | ---- | ---- | ---- | ---- | ---- | ---- |
| Становништво | 4839 | 4820 | 4821 | 4814 | 4863 | 4859 | 4969 | 5069 | 5111 | 5135 | 5204 | 5228 | 5215 | 5262 | 5272 | 5307 | 5330 | 5348 | 5352 | 5341 | 5405 | 5410 | 5654 | 5626 | 5630 | 5670 |